# Carillion
Carillion est une entreprise britannique de BTP. Créé en 1999 par la scission avec le groupe Tarmac, elle fait faillite en 2018.